# Limnonectes namiyei
La rana de Namiye (Limnonectes namiyei) es una especie de anfibio anuro de la familia Dicroglossidae.

## Distribución geográfica
Es endémica de Okinawa, en las islas Ryūkyū (Japón).